# Glàndula endocrina
Les glàndules endocrines són un conjunt de glàndules que produeixen substàncies missatgeres anomenades hormones, abocant sense conducte excretor, directament als capil·lars sanguinis, que les porten a les cèl·lules, anomenades cèl·lules blanc, perquè realitzin la seva funció. També es diu òrgan blanc al què està regulat per hormones.
També existeixen glàndules exocrines
El pàncrees produeix hormones endocrines i exocrines.
Les principals glàndules que componen el sistema endocrí humà són:
- Hipotàlem.
- Hipòfisi.
- Glàndula pineal
- Glàndula tiroide.
- Glàndules suprarenals
- Gònades: testicle i ovari.
- Paratiroides.
- Illots de Langerhans.

## Classificació

### Per la seva naturalesa de secreció
- Polipeptídica
- Glucoproteica
- Esteroidal

1. Cèl·lula de l'escorça suprarenal
2. Cèl·lula cos groc (ovari)
3. Cèl·lula de Leyding (testicle)

- Catecolamines

### Morfologia
- Unicel·lulars
- Pluricel·lulars

1. Agrupacions difuses com les cèl·lules de Leyding
2. Reticulars o trabeculars.

- Fol·liculars